# Fica
Fica (Fika en euskera y oficialmente) es una entidad de población española del municipio de Gámiz-Fica, perteneciente a la provincia de Vizcaya, en la comunidad autónoma del País Vasco.

## Historia
Hacia mediados del siglo XIX, el lugar, por entonces referido como una anteiglesia con ayuntamiento propio, tenía contabilizada una población de 303 habitantes. Aparece descrito en el octavo volumen del Diccionario geográfico-estadístico-histórico de España y sus posesiones de Ultramar de Pascual Madoz con las siguientes palabras:

FICA: anteigl. con ayunt. en la prov. de Vizcaya, part. jud. de Bilbao (3 leg.), c. g. de las Provincias Vascongadas (á Vitoria 15), aud. terr. de Burgos (30), dióc. de Calahorra (34): sit. en paraje algo elevado, con clima saludable y templado; combatido por el viento NO. Tiene 28 casas; escuela concurrida por 20 niños; igl. parr. (San Martin), servida por 2 beneficiados perpetuos con título de cura, cuya presentacion corresponde á algunas casas ant. del mismo pueblo, y por un sacristan; 2 ermitas dedicadas á San Pedro y á la Invencion de la Sta. Cruz; hay varias fuentes de buenas aguas. El térm. confina N. Gamiz; E. Fruniz; S. Larrabezua, y O. Lezama. Los montes estan poblados en parte, y en algunos puntos son sierra pelada. El terreno es arcilloso y calizo: le cruza un riachuelo que se confunde con el r. Placencia. Los caminos son carretiles. El correo se recibe en Munguia. prod.: trigo, maiz y poca castaña; cria ganado vacuno y lanar; caza de liebres. ind.: 3 molinos harineros. pobl.: 32 vec., 303 alm. riqueza imp.: 85,417 rs. contr.: 1,367 rs. En las juntas generales de Guernica ocupa el 61.º asiento y voto.
(Madoz, 1847, p. 81)

En la actualidad, pertenece al municipio de Gámiz-Fica.

## Geografía humana

### Demografía
| Gráfica de evolución demográfica de Fica entre 1842 y 1920 |
| |
| Población de derecho según los censos de población del INE Población de hecho según los censos de población del INEEntre el censo de 1930 y el anterior, este municipio desaparece porque se agrupa en el municipio 48038 (Gámiz Fica) |

## Patrimonio
Hay en el lugar una iglesia de San Martín.